# Pitkäjärvi (Miehikkälä, Kymmenedalen, Finland)
Pitkäjärvi eller Pitkajärvi är en sjö i Finland. Den ligger i kommunen Miehikkälä i landskapet Kymmenedalen, i den södra delen av landet, 170 km öster om huvudstaden Helsingfors. Pitkäjärvi ligger 26,8 meter över havet. I omgivningarna runt Pitkäjärvi växer i huvudsak blandskog. Arean är 1,38 kvadratkilometer och strandlinjen är 19,12 kilometer lång. Sjön  ingår i Urpalanjokis huvudavrinningsområde. 